# 池宁
池宁（1955年3月—2018年10月25日），福建福清人，中华人民共和国政治人物。

## 生平
池宁毕业于福建师范大学中文系。1976年12月参加工作，1986年6月加入中国共产党；曾任中共福州市委办公厅副主任、副秘书长。1993年6月至1995年5月，担任海口镇镇长。1993年11月至1995年7月，担任中共海口镇党委书记，之后升任闽清县县长。2004年2月，担任中共闽清县委副书记。2006年12月，担任中共闽清县委书记。2011年7月起任福建省农业厅副巡视员。2015年5月退休。省农业厅（省委农办）副巡视员。2018年10月25日在福州逝世，享年64岁。